# Alone (Again)
Pour les articles homonymes, voir Alone.
Ne doit pas être confondu avec Alone Again ou Alone Again (Naturally).
Albums de Bill Evans
Montreux III
(1976) Quintessence
(1976)
Alone (Again) est un album du pianiste de jazz Bill Evans enregistré en 1975 et publié en 1977.

## Historique
Cet album, produit par Helen Keane, a été initialement publié en 1977 par le label Fantasy Records (F 9542).
Il a été enregistré aux Fantasy Studios à Berkeley entre le 16 et le 18 décembre 1975. Trois autres titres furent enregistrés lors de ses sessions (All Of You, Since We Met, Medley : But Not For Me / Isn't It Romantic / The Opener). On trouve ces trois titres sur l'album Eloquence (Fantasy Records).

## Titres de l'album
| No | Titre                   | Auteur                                 | Durée |
| -- | ----------------------- | -------------------------------------- | ----- |
| 1. | The Touch of Your Lips. | Ray Noble                              | 6:58  |
| 2. | In Your Own Sweet Way   | Dave Brubeck                           | 8:55  |
| 3. | Make Someone Happy      | Jule Styne, Betty Comden, Adolph Green | 7:12  |
| 4. | What kind of Fool Am I  | Lesly Bricusse, Anthony Newley         | 6:10  |
| 5. | People                  | Jule Styne, Bob Merrill                | 13:41 |

## Personnel
- Bill Evans : piano

## À propos de l'album
Cet album est le second et dernier album de Bill Evans en solo publié de son vivant (Evans avait enregistrés d'autres plages pour Riverside Records qui n'ont été publiées qu'après sa mort).
Le premier était Alone (Verve Records, 1968).